# Ганс Гайслер
Ганс Фердинанд Гайслер (нім. Hans Ferdinand Geisler; 19 квітня 1891, Ганновер — 25 червня 1966, Кельн) — німецький офіцер, генерал авіації. Кавалер Лицарського хреста Залізного хреста.

## Біографія
1 квітня 1909 року вступив у ВМФ. Пройшов підготовку на важкому крейсері «Герта» і в військово-морському училищі (1911). Учасник Першої світової війни, з 16 травня 1915 року — льотчик-спостерігач морської авіації.
Після демобілізації армії залишений на флоті. З 3 червня 1920 року виконував обов'язки командира з'єднання морської авіації «Гольтенау». З 11 вересня 1920 року командир роти, з 12 жовтня 1920 року — батальйонний ад'ютант на військово-морській станції «Нордзе». З 12 квітня 1921 року служив на мінних тральщиках. З 15 вересня 1922 року — командир роти корабельної кадрованої дивізії «Нордзе», з 1 квітня 1925 року — радник з морської авіації в штабі станції «Нордзе». З 1 квітня 1926 року — радник Управління флоту Морського керівництва, з 11 жовтня 1928 року — начальник випробувального радіокомандування в Варнемюнде. З 5 жовтня 1932 року — 1-й офіцер лінійного корабля «Шлезвіг-Гольштейн», з 3 квітня 1933 року — начальник відділу Морського керівництва. 1 вересня 1933 року переведений в люфтваффе і призначений начальником відділу навчальних закладів Командного управління Імперського міністерства авіації. З 1 жовтня 1935 року — командувач морською авіацією.
З 1 квітня 1939 року — офіцер для особливих доручень при головнокомандувачі люфтваффе. У складі 2-го повітряного флоту брав участь в Польській кампанії. З 5 вересня 1939 року — командир 10-ї авіаційної дивізії 2-го повітряного флоту. 2 жовтня 1939 року дивізія була переформована в 10-й авіаційний корпус. Учасник Норвезької і Балканської кампаній. З 3 червня по 20 вересня 1940 року виконував обов'язки начальника бойової підготовки люфтваффе. З середини 1941 року корпус дислокувався в Греції. 24 серпня 1942 року призначений офіцером для особливих доручень в ОКЛ, а 31 жовтня 1942 року звільнений у відставку.

## Звання
- Кадет (1 квітня 1909)
- Фенріх-цур-зее (12 квітня 1910)
- Лейтенант-цур-зее (19 вересня 1912)
- Оберлейтенант-цур-зее (2 травня 1915)
- Капітан-лейтенант (21 січня 1920)
- Корветтен-капітан (1 січня 1928)
- Фрегаттен-капітан (1 січня 1933)
- Оберст (1 вересня 1934)
- Генерал-майор (1 квітня 1937)
- Генерал-лейтенант (1 квітня 1939)
- Генерал авіації (19 липня 1940)

## Нагороди
- Залізний хрест 2-го і 1-го класу
- Нагрудний знак спостерігача морської авіації (1915)
- Пам'ятний знак морського пілота
- Почесний хрест ветерана війни з мечами
- Медаль «За вислугу років у Вермахті» 4-го, 3-го і 2-го класу (18 років)
- Комбінований Знак Пілот-Спостерігач
- Медаль «У пам'ять 1 жовтня 1938» із застібкою «Празький град»
- Медаль «У пам'ять 22 березня 1939 року»
- Застібка до Залізного хреста 2-го і 1-го класу
- Відзначений у Вермахтберіхт (10 квітня 1940)
- Лицарський хрест Залізного хреста (4 травня 1940)
- Німецький хрест в золоті (20 жовтня 1942)

## Галерея

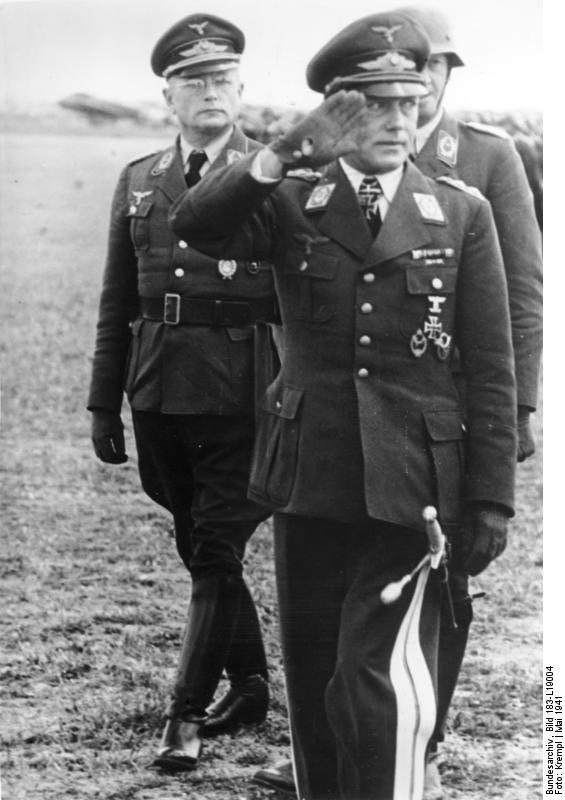
Гайслер на сицилійському аеродромі (травень 1941).
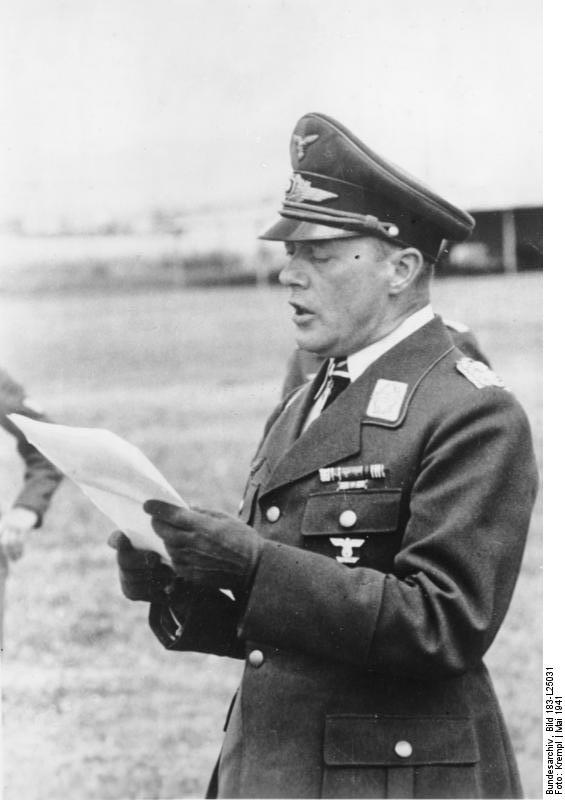
Гайслер під час вручення Залізних хрестів (травень 1941).